# ErbB
Receptor epidermalnog faktora rasta (EGFR) je član ErbB familije od četiri strukturno srodne receptorske tirozinske kinaze. Kod ljudi ova familija obuhvata Her1 (EGFR, ErbB1), Her2 (Neu, ErbB2), Her3 (ErbB3), i Her4 (ErbB4). Simbol gena, ErbB, je izveden iz imena virusnog onkogena sa kojim su ovi receptori homologni: Eritroblastni Leukemijski Viralni Onkogen. Insuficijentna ErbB signalizacija kod ljudi je asocirana sa razvićem neurodegenerativnih oboljenja, kao što su multipla skleroza i Alzheimerova bolest. Kod miševa gubitak signalizacije posredstvom bilo kojeg člana ErbB familije dovodi do embrionske letalnosti sa defektima u nizu organa: pluća, koža, srce, mozak. Prekomerna ErbB signalizacija je povezana sa razvićem mnoštva različitih tipova čvrstih tumora. ErbB-1 i ErbB-2 su prisutni u mnogim ljudskim kancerima, i njihova prekomerna signalizacija može da bude jedan od kritičnih faktora u razviću i malignosti tih tumora.

## Članovi familije
ErbB proteinska familija se sastoji od četiri člana
- ErbB-1, takođe poznat kao receptor epidermalnog faktora rasta (EGFR)
- ErbB-2, takođe poznat kao HER2 kod ljudi i neu kod glodara
- ErbB-3, takođe poznat kao HER3
- ErbB-4, takođe poznat kao HER4

v-ErbB enzimi su homologni sa EGFR, ali im nedostaju sekvence unutar ektodomena vezivanja liganda.

## Strukture
ErbB receptori se sastoje od ekstracelularnog regiona ili ektodomena koji sadrži oko 620 aminokiselina, jednoprolaznog transmembranskog regiona, i citoplazmičnog tirozinsko kinaznog domena. Ekstracelularni region svakog člana familije se sastoji od četiri potdomena, L1, CR1, L2, i CR2, pri čemu "L" označava domene bogate sa leucinskim ponavljanjima, a "CR" regione bogate cisteinom. Ti subdomeni us prikazani u plavoj (L1), zelenoj (CR1), žutoj (L2), i crvenoj (CR2) boji na donjoj slici. Potdomeni se takođe obeležavaju sa I-IV, respektivno.
Donja slika je napravljena koristeći pdb fajlove 1NQL (ErbB-1), 1S78 (ErbB-2), 1M6B (ErbB-3) i 2AHX (ErbB-4).